# Hans-Jörg Kellner
Hans-Jörg Kellner (* 3. Dezember 1920 in München; † 25. Juni 2015 ebenda) war ein deutscher Provinzialrömischer Archäologe und Numismatiker. Er war von 1960 bis 1984 Leiter der Prähistorischen Staatssammlung in München.

## Leben und Wirken
Kellner leistete Arbeits- und Wehrdienst, zuletzt als Offizier im Zweiten Weltkrieg, und befand sich danach vier Jahre lang in sowjetischer Kriegsgefangenschaft. Ab 1949 studierte er an der Universität München Philosophie, Vor- und Frühgeschichte, Numismatik, Epigraphik, Historische Hilfswissenschaften und bayerische Landesgeschichte. Während seines Studiums wurde er Mitglied des AGV München. 1953 promovierte er als erster Student bei Joachim Werner mit einer Dissertation zum Thema „Die römischen Fundmünzen aus dem nördlichen Teil von Raetien“. Anschließend arbeitete er für das Bayerische Landesamt für Denkmalpflege.
1960 wurde er zum Leiter der Prähistorischen Staatssammlung München (seit 2000 Archäologische Staatssammlung München) ernannt. Die archäologischen Sammlungen waren bis 1975 im Gebäude des Bayerischen Nationalmuseums untergebracht und mussten wegen erheblicher Kriegsschäden neu aufgebaut werden. Ab Februar 1976 eröffnete Hans-Jörg Kellner nach und nach die verschiedenen Abteilungen des neuen Museums in der Lerchenfeldstraße 2 am Englischen Garten. Kellner hatte sich jahrzehntelang für einen modernen Neubau zur Präsentation der archäologischen Funde Bayerns eingesetzt, die seit 1939 für die Öffentlichkeit nicht mehr zugänglich waren.
Kellner leitete das archäologische Landesmuseum bis 1984, als er auf eigenen Wunsch in den Ruhestand trat. Sein Nachfolger wurde der langjährige stellvertretende Direktor Hermann Dannheimer, der 1995 von Ludwig Wamser abgelöst wurde. Kellner war Mitglied des Deutschen Archäologischen Instituts. Von 1968 bis 1971 war er Vorsitzender der Bayerischen Numismatischen Gesellschaft.
Kellner war an mehr als 300 wissenschaftlichen Veröffentlichungen, darunter 17 Monographien, vor allem zu den Themen provinzialrömischen Archäologie, Numismatik und Archäologie des Vorderen Orients beteiligt. Zum Standardwerk entwickelte sich seine Darstellung „Die Römer in Bayern“, das 1995 in vierter Auflage erschien. 1990 publizierte er über die keltischen Münzfunde von Manching. Er gab den Anstoß für die Ausgrabung und Erschließung der Terra-Sigillata-Töpfereien von Westerndorf und Pfaffenhofen, die Erwerbung, Restaurierung und Publikation der berühmten Schatzfunde von Straubing, Weißenburg und Eining sowie zahlreicher römischer Militärdiplome. Er befasste sich auch mit der ostanatolischen Hochkultur von Urartu, die er einem deutschen Publikum erstmals im Rahmen einer Ausstellung im Herbst 1976 vorstellte.
Kellner wurde mit dem Bundesverdienstkreuz 1. Klasse und am 11. Juli 1990 mit dem Bayerischen Verdienstorden geehrt. Er wurde zum ersten Honorarprofessor an der Universität Passau ernannt. Am 4. Juni 2005 wurde ihm beim 2. Deutschen Münzsammlertreffen in Minden der 10. Eligius-Preis der Deutschen Numismatischen Gesellschaft verliehen, und am 6. Juli 2006 zeichnete ihn die Gesellschaft für Archäologie in Bayern im Rahmen eines Festaktes mit ihrer Ehrenmitgliedschaft aus.
Kellner war verheiratet und lebte in München. Sein Sohn Stephan (1956–2020) war Historiker und Bibliothekar und seit 2004 Bavarica-Referent der Bayerischen Staatsbibliothek.